# Coscinida shimenensis
Coscinida shimenensis är en spindelart som beskrevs av Yin, Peng och Youhui Bao 2006. Coscinida shimenensis ingår i släktet Coscinida och familjen klotspindlar. Inga underarter finns listade i Catalogue of Life.